# 樋野茉理
樋野茉理（樋野まつり，1月24日—），日本漫畫家，出生於日本北海道札幌市，血型B型。筆名因喜歡創龍傳裡的角色「鳥羽茉理」而來。1995年出道作品：白泉社隔月刊LALA DX刊載作品 《この夢が覚めたら》。代表作《愛情魔力》、《魔法王子》、《吸血鬼騎士》。
2011年8月13日受长鸿出版社之邀参加台湾漫画博览会，并接受采访，这也是樋野茉理在海外的首场签名会活动。

## 作品
- 愛情魔力、原名（1999年 - 2002年、LaLa、白泉社） - 全5册
- 魔法王子、原名 （2002年 - 2004年、LaLa） - 全4册
- WANTED通緝你！、原名《WANTED》 （2003年 - 2004年、LaLa DX、白泉社） - 全1册
- 吸血鬼騎士、原名 （2005年 - 2013、LaLa） - 全19册
- 手里劍與百褶裙、原名《手裏剣とプリーツ》 （2014年 - 2015年、LaLa白泉社） - 共11話

## 外部連結
- （日語）